# Daniel Elfadli
Daniel Elfadli (in arabo دانيال الفضلي‎?; Leonberg, 6 aprile 1997) è un calciatore libico con cittadinanza tedesca, centrocampista dell'Amburgo.

## Caratteristiche tecniche
Giocatore versatile che può agire come centrocampista, ma anche difensore.

## Carriera

### Club

#### Giovanilli e serie minori
Cresce calcisticamente nelle giovanili del Rutesheim con cui muove i primi passi esordendo in Verbandsliga Württemberg, sesto livello calcistico del campionato tedesco di calcio.
Nel 2018 si trasferisce al Reutlingen con cui gioca due stagioni.
Nel 2020 passa al Nottingen ma lascia il club dopo appena una stagione per passare al Aalen, squadra militante all'epoca in Regionalliga Südwest esordendo il 14 agosto 2021 nella sconfitta per 3-1 contro la seconda squadra del Mainz 05.

#### Magdeburgo
Nell'estate del 2022 passa al Magdeburgo, squadra militante nella categoria cadetta.
Debutta il 16 luglio 2022 nella sconfitta casalinga per 1-2 contro il Fortuna Düsseldorf subentrando al giapponese Tatsuya Ito.
La prima marcatura arriva il 5 febbraio 2023 siglando la rete del pareggio per 1-1 ai danni del Karlsruher.

#### Amburgo
Dopo due stagioni si trasferisce ai dinosauri per 800 Mila euro. 

### Nazionale
Esordisce con la Libia nell'amichevole finita per 0-0 contro Uganda il 21 settembre 2022.

## Statistiche

### Presenze e reti nei club
Statistiche aggiornate al 18 maggio 2025.
| Stagione          | Squadra           | Campionato        | Campionato | Campionato | Coppe nazionali | Coppe nazionali | Coppe nazionali | Coppe continentali | Coppe continentali | Coppe continentali | Altre coppe | Altre coppe | Altre coppe | Totale | Totale |
| Stagione          | Squadra           | Comp              | Pres       | Reti       | Comp            | Pres            | Reti            | Comp               | Pres               | Reti               | Comp        | Pres        | Reti        | Pres   | Reti   |
| ----------------- | ----------------- | ----------------- | ---------- | ---------- | --------------- | --------------- | --------------- | ------------------ | ------------------ | ------------------ | ----------- | ----------- | ----------- | ------ | ------ |
| 2016-2017         | Rutesheim         | VL                | 0          | 0          | CW              | 1               | 0               | -                  | -                  | -                  | -           | -           | -           | 1      | 0      |
| 2017-2018         | Rutesheim         | VL                | 27         | 3          | CW              | 2               | 0               | -                  | -                  | -                  | -           | -           | -           | 29     | 3      |
| Totale Rutesheim  | Totale Rutesheim  | Totale Rutesheim  | 27         | 3          |                 | 3               | 0               |                    | -                  | -                  |             | -           | -           | 30     | 3      |
| 2018-2019         | Reutlingen        | OL                | 27         | 1          | CW              | 4               | 1               | -                  | -                  | -                  | -           | -           | -           | 31     | 2      |
| 2019-2020         | Reutlingen        | OL                | 20         | 1          | CW              | 3               | 1               | -                  | -                  | -                  | -           | -           | -           | 23     | 2      |
| Totale Reutlingen | Totale Reutlingen | Totale Reutlingen | 47         | 2          |                 | 7               | 2               |                    | -                  | -                  |             | -           | -           | 54     | 4      |
| Lug. 2020         | Nöttingen         | OL                | -          | -          | CB              | 1               | 0               | -                  | -                  | -                  | -           | -           | -           | 1      | 0      |
| 2020-2021         | Nöttingen         | OL                | 11         | 0          | CB              | 2               | 0               | -                  | -                  | -                  |             | -           | -           | 13     | 0      |
| Totale Nottingen  | Totale Nottingen  | Totale Nottingen  | 11         | 0          |                 | 3               | 0               |                    | -                  | -                  |             | -           | -           | 14     | 0      |
| 2021-2022         | Aalen             | RL                | 28         | 0          | CW              | 3               | 0               | -                  | -                  | -                  |             | -           | -           | 31     | 0      |
| 2022-2023         | Magdeburgo        | 2L                | 26         | 3          | CG              | 1               | 0               | -                  | -                  | -                  | -           | -           | -           | 29     | 3      |
| 2023-2024         | Magdeburgo        | 2L                | 27         | 0          | CG              | 2               | 0               | -                  | -                  | -                  | -           | -           | -           | 29     | 0      |
| Totale Magdeburgo | Totale Magdeburgo | Totale Magdeburgo | 53         | 3          |                 | 3               | 0               |                    | -                  | -                  |             | -           | -           | 56     | 3      |
| 2024-2025         | Amburgo           | 2L                | 31         | 3          | CG              | 1               | 0               | -                  | -                  | -                  | -           | -           | -           | 32     | 3      |
| Totale Carriera   | Totale Carriera   | Totale Carriera   | 174        | 12         |                 | 20              | 2               |                    | -                  | -                  |             | -           | -           | 194    | 14     |

### Cronologia presenze e reti in nazionale
| Cronologia completa delle presenze e delle reti in nazionale ― Libia | Cronologia completa delle presenze e delle reti in nazionale ― Libia | Cronologia completa delle presenze e delle reti in nazionale ― Libia | Cronologia completa delle presenze e delle reti in nazionale ― Libia | Cronologia completa delle presenze e delle reti in nazionale ― Libia | Cronologia completa delle presenze e delle reti in nazionale ― Libia | Cronologia completa delle presenze e delle reti in nazionale ― Libia | Cronologia completa delle presenze e delle reti in nazionale ― Libia |
| Data                                                                 | Città                                                                | In casa                                                              | Risultato                                                            | Ospiti                                                               | Competizione                                                         | Reti                                                                 | Note                                                                 |
| -------------------------------------------------------------------- | -------------------------------------------------------------------- | -------------------------------------------------------------------- | -------------------------------------------------------------------- | -------------------------------------------------------------------- | -------------------------------------------------------------------- | -------------------------------------------------------------------- | -------------------------------------------------------------------- |
| 21-9-2022                                                            | Benina                                                               | Libia                                                                | 0 – 0                                                                | Uganda                                                               | Amichevole                                                           | -                                                                    | 63’                                                                  |
| 27-9-2022                                                            | Benina                                                               | Libia                                                                | 2 – 1                                                                | Tanzania                                                             | Amichevole                                                           | -                                                                    |                                                                      |
| 5-1-2024                                                             | Aksu                                                                 | Indonesia                                                            | 1 – 2                                                                | Libia                                                                | Amichevole                                                           | -                                                                    | 59’                                                                  |
| Totale                                                               |                                                                      | Presenze                                                             | 3                                                                    |                                                                      | Reti                                                                 | 0                                                                    |                                                                      |